# Suruç
Suruç je město v jihovýchodním Turecku, které se nachází v provincii Şanlıurfa necelých 10 km od syrských hranic. Město a jeho okolí je osídleno již od starověku. V současnosti je město obýváno převážně Kurdy. Žije zde přibližně 104 tisíc obyvatel.
20. července 2015 se město stalo terčem útoku sebevražedného atentátníka z teroristické organizace Islámský stát. Zahynulo při něm 34 lidí a 104 lidí bylo zraněno. Útok byl cílen na levicové aktivisty, kteří se ve městě shromáždili, aby pomáhali při rekonstrukci sousedního města Kobani, které se nachází na opačné straně turecko-syrské hranice.
Nedaleko města se nachází nejdelší vodní tunel v Turecku, který měří 17,185 km a jehož funkcí je zavlažovat zemědělskou půdu z Atatürkovy přehrady.